# Mike Dopud
Mike Dopud (ur. 10 czerwca 1968 w Montrealu) – kanadyjski aktor filmowy, telewizyjny i teatralny, kaskader i atleta. Był zawodnikiem futbolu kanadyjskiego drużyny Saskatchewan Roughriders.

## Filmografia

### Filmy fabularne
- 2000: Łańcuch szczęścia (Chain of Fools) jako Zmarły Chłopak
- 2002: Ja, szpieg (I Spy) jako Jim
- 2002: Ballistic (Ballistic: Ecks vs. Sever) jako DIA Agent Sc. 36, 154
- 2004: X-Men 2 (X2) jako Plastikowy Strażnik Więzienny
- 2004: Z podniesionym czołem (Walking Tall) jako ochroniarz Casino
- 2004: Przełęcz Człowieka Śniegu jako Hugo
- 2005: Głosy (White noise) jako detektyw Smits
- 2005: Alone in the Dark: Wyspa cienia (Alone in the Dark) jako agent Turner
- 2005: BloodRayne jako Gregor
- 2005: Teoria chaosu (Chaos) jako Lamar Galt
- 2006: W śmiertelnej pułapce jako Iwan; film TV
- 2007: Strzelec (Shooter) jako Lead Mercenary
- 2007: 88 minut (88 Minutes) jako detektyw
- 2007: Spider-Man 3 jako Venom-Symbiont - efekty wokalne
- 2007: Dungeon Siege: W imię króla (In the Name of the King: A Dungeon Siege Tale) jako generał Backler
- 2007: Tropiciel (Pathfinder) jako Tracker/na rozstaju dróg
- 2007: Postal jako strażnik Ochrony 2
- 2008: Kudłaty zaprzęg (Snow Buddies) jako Joe
- 2008: Far Cry jako sierżant Ryder
- 2009: Niebezpieczny człowiek (A Dangerous Man) jako Clark
- 2009: Żądza śmierci (Driven to Kill) jako Boris
- 2009: X-Men Geneza: Wolverine (X-Men Origins: Wolverine) jako oficer 1 na wojnie w Wietnamie
- 2011: Oszukać przeznaczenie 5 (Final Destination 5)
- 2011: Geneza planety małp (Rise of the Planet of the Apes) jako oficer północnego obszaru
- 2012: A więc wojna (This Means War) jako Ivan
- 2012: Tajemnicza przesyłka (The Package) jako Julio
- 2013: Szklana pułapka 5 (A Good Day to Die Hard) jako detektyw-Sierżant Wexler
- 2014: X-Men: Przeszłość, która nadejdzie (X-Men: Days of Future Past) jako Gangster
- 2022: Dzika noc (Violent Night) jako Thorp

### Seriale TV
- 1997: Viper jako Emil
- 2002: Andromeda jako Thug
- 2004: Battlestar Galactica jako Specjalista Gage
- 2005: Gwiezdne wrota (Stargate SG-1) jako pułkownik Chernovshev
- 2006–2009: Tajemnice Smallville (Smallville) jako George (ochroniarz Tess Mercer)
- 2007: Gwiezdne wrota: Atlantyda (Stargate Atlantis) jako Genii Gard
- 2007: Kaya jako Don Lawson
- 2005: Gwiezdne wrota (Stargate SG-1) jako Odai Ventrell
- 2007: Gwiezdne wrota: Atlantyda (Stargate Atlantis) jako Kiryk Runner
- 2009: Nie z tego świata (Supernatural) jako Jim Jenkins
- 2010–2011: Gwiezdne wrota: Wszechświat (Stargate Universe) jako Varro
- 2012: Transporter (Transporter: The Series) jako Sujic Drago
- 2012: Continuum: Ocalić przyszłość (Continuum) jako Stefan Jaworski
- 2012: Grimm jako Marnassier
- 2012: Magazyn 13 (Warehouse 13) jako Mike Madden
- 2012: Battlestar Galactica: Blood & Chrome jako kapitan Deke „Minute Man” Tornvald
- 2012: Piękna i Bestia (Beauty and the Beast) jako James Mason
- 2013: Kochanki (Mistresses) jako Olivier Dubois
- 2013: Białe kołnierzyki (White Collar) jako Sergei